# .gm
.gm è il dominio di primo livello nazionale assegnato al Gambia.